# Erigeron daveauanus
Erigeron daveauanus là một loài thực vật có hoa trong họ Cúc. Loài này được (Sennen) Greuter mô tả khoa học đầu tiên năm 2007.